# Малберрі (Арканзас)
Малберрі (англ. Mulberry) — місто (англ. city) в США, в окрузі Кроуфорд штату Арканзас. Населення — 1543 особи (2020).

## Географія
Малберрі розташоване на висоті 123 метра над рівнем моря за координатами 35°30′31″ пн. ш. 94°4′29″ зх. д. / 35.50861° пн. ш. 94.07472° зх. д. (35.508517, -94.074754).  За даними Бюро перепису населення США в 2010 році місто мало площу 20,29 км², з яких 19,78 км² — суходіл та 0,51 км² — водойми.

## Демографія
Згідно з переписом 2010 року, у місті мешкало 1655 осіб у 671 домогосподарстві у складі 462 родин. Густота населення становила 82 особи/км².  Було 765 помешкань (38/км²). 
Расовий склад населення:
| - 96,3 % — білих - 1,7 % — корінних американців - 0,7 % — чорних або афроамериканців - 0,1 % — азіатів |

До двох чи більше рас належало 1,0 %. Іспаномовні складали 2,0 % від усіх жителів.
За віковим діапазоном населення розподілялося таким чином: 23,6 % — особи молодші 18 років, 58,7 % — особи у віці 18—64 років, 17,7 % — особи у віці 65 років та старші. Медіана віку мешканця становила 40,4 року. На 100 осіб жіночої статі у місті припадало 97,7 чоловіків;  на 100 жінок у віці від 18 років та старших — 95,1 чоловіків також старших 18 років.
Середній дохід на одне домашнє господарство  становив 39 599 доларів США (медіана — 27 229), а середній дохід на одну сім'ю — 43 876 доларів (медіана — 36 094). Медіана доходів становила 36 250 доларів для чоловіків та 29 667 доларів для жінок. За межею бідності перебувало 30,0 % осіб, у тому числі 43,2 % дітей у віці до 18 років та 13,2 % осіб у віці 65 років та старших.
Цивільне працевлаштоване населення становило 562 особи. Основні галузі зайнятості: освіта, охорона здоров'я та соціальна допомога — 23,0 %, виробництво — 12,6 %, роздрібна торгівля — 10,9 %, будівництво — 10,0 %.
За даними перепису населення 2000 року в Малберрі проживало 1627 осіб, 472 родини, налічувалося 669 домашніх господарств і 743 житлових будинків. Середня густота населення становила близько 80,9 осіб на один квадратний кілометр. Расовий склад Малберрі за даними перепису розподілився таким чином: 96,19 % білих, 0,06 % — чорних або афроамериканців, 2,64 % — корінних американців, 0,25 % — азіатів, 0,86 % — представників змішаних рас.
Іспаномовні склали 0,92 % від усіх жителів міста.
З 669 домашніх господарств в 28,1 % — виховували дітей віком до 18 років, 56,4 % представляли собою подружні пари, які спільно проживали, в 9,9 % сімей жінки проживали без чоловіків, 29,4 % не мали сімей. 26,3 % від загального числа сімей на момент перепису жили самостійно, при цьому 15,8 % склали самотні літні люди у віці 65 років та старше. Середній розмір домашнього господарства склав 2,37 особи, а середній розмір родини — 2,83 особи.
Населення міста за віковою діапазону за даними перепису 2000 розподілилося таким чином: 23,3 % — жителі молодше 18 років, 8,2 % — між 18 і 24 роками, 26,9 % — від 25 до 44 років, 24,3 % — від 45 до 64 років і 17,3 % — у віці 65 років та старше. Середній вік мешканця склав 39 років. На кожні 100 жінок в Малберрі припадало 96,7 чоловіків, у віці від 18 років та старше — 89,4 чоловіків також старше 18 років.
Середній дохід на одне домашнє господарство в місті склав 27 197 доларів США, а середній дохід на одну сім'ю — 32 321 долар. При цьому чоловіки мали середній дохід в 28 281 долар США на рік проти 17 734 долара середньорічного доходу у жінок. Дохід на душу населення в місті склав 14 204 долари на рік. 14,9 % від усього числа сімей в окрузі і 19,9 % від усієї чисельності населення перебувало на момент перепису населення за межею бідності, при цьому 23,7 % з них були молодші 18 років і 19,9 % — у віці 65 років та старше.